# Иксел Османовски
Иксел Османовски (швед. Yksel Osmanovski; Малме, 24. фебруар 1977) је бивши шведски фудбалер. Играо је на позицији нападача.
Османовски је са очеве стране пореклом из Ресена у Северној Македонији.

## Успеси
Бордо
- Лига куп Француске (1) : 2001/02.[7]

 Малме
- Прва лига Шведске (1) : 2004.[8]